# Star Pilots
Star Pilots is een Zweedse popgroep. De frontzanger van de groep is Johan Becker, winnaar van het Zweedse-programma Fame Academy. De andere leden noemen zichzelf "M-38", "M-31", "[E]-33" en "J-38". De producer achter deze band zijn Johan Fjellström en Joakim Punt. Deze groep mag niet verward worden met de synthipop-band S.P.O.C.K.
In 2008 werd hun debuutsingle "In the Heat of the Night" uitgebracht in Zweden. Het werd een hit en bereikte de tweede plaats in de Zweedse hitlijst. Na het succes in eigen land werd de single op 18 mei 2009 uitgebracht in het Verenigd Koninkrijk.
Voor "In the Heat of the Night" werden twee verschillende clips gemaakt, namelijk een Zweedse en een Engelse versie. In Zweden werden fragmenten uit de film Top Gun gebruikt om de clip samen te stellen. In de Engelse versie ziet men vijf vrouwelijke danseressen, waaronder Playboy-model Louise Glover.
In 2009 namen ze deel aan het Melodifestivalen, de Zweedse selecties voor Eurovision, met het liedje "Higher". Ze raakten echter niet in de finale. Toch werd het lied populair en behaalde een zesde plaats als hoogste notering in de Zweedse hitlijst.

## Bluf
Tijdens het Melodifestivalen verklaarden de bandleden, met uitzondering van Johan Becker, dat ze piloten waren. Ze beweerden dat ze een opleiding tot piloot hebben gehad in Alabama in de Verenigde Staten. Dit blijkt niet waar te zijn.

## Discografie

### Singles
| Single met eventuele hitnotering(en) in de Nederlandse Top 40 | Datum van verschijnen | Datum van binnenkomst | Hoogste positie | Aantal weken | Opmerkingen |
| ------------------------------------------------------------- | --------------------- | --------------------- | --------------- | ------------ | ----------- |
| In the heat of the night                                      | 2009                  | 04-07-2009            | tip15           | -            |             |